# Steen Maltesen Sehested
Steen Maltesen Sehested, född den 11 januari 1553, död natten mellan den 22 och 23 augusti 1611 på Kalmar slott, var en dansk militär. Han var farbror till Christen Thomesen och Hannibal Sehested.
Steen Maltesen, som själv aldrig kallade sig Sehested, var 1568–1582 i nederländsk krigstjänst och till 1586 i spansk fångenskap. Han blev 1607 riksråd och 1610 riksmarsk. Som riksmarsk deltog han i Kalmarkriget, först som chef för den västra hären, vilken under våren samlats i Halland. Han ryckte med 7 000 man mot Älvsborgs fästning, men kommenderades innan han kom dit av kung Kristian IV att hjälpa till att inta staden Kalmar och Kalmar slott. När han kom dit, hade den danska armén redan intagit staden och börjat belägringen av slottet. Efter det att slottet kapitulerat den 3 augusti deltog han i erövringen av Öland de följande dagarna, men blev efter återkomsten till Kalmar sjuk och dog på Kalmar slott.